# Palais de Mari
 (décembre 2024).
Si vous disposez d'ouvrages ou d'articles de référence ou si vous connaissez des sites web de qualité traitant du thème abordé ici, merci de compléter l'article en donnant les références utiles à sa vérifiabilité et en les liant à la section « Notes et références ».

Palais de Mari est la dernière œuvre pour piano seul de Morton Feldman composée en 1986.
L'œuvre a été commandée par la pianiste Bunita Marcus et dédiée au peintre Francesco Clemente, dans l'atelier duquel la première a eu lieu. Feldman s'est inspiré pour cette œuvre lors d'une visite au Louvre à Paris, où il a vu une photographie du Palais royal de Mari. Feldman a tenté de représenter une reconstruction du palais dans son œuvre. L’essentiel est donc que la composition ne représente pas ce qui est là, mais représente ce qui aurait pu être ; une sorte de croquis de surface.
Cela ressort également de la tonalité. L'œuvre entière est écrite en dynamique pianississimo (ppp), et la pédale de sustain du piano semble rester constamment enfoncée. Cela donne l'idée que toutes les notes sont jouées legato tandis que le tenuto est joué. Traduire la photo dans la composition est une utilisation optimale du piano ; un ensemble entièrement couvert, alors que le palais n'est plus dans son état originel.
L'œuvre se compose d'une seule partie, qui dure environ vingt-cinq minutes. Comme dans d'autres compositions, on y retrouve une musique minimale extrêmement douce avec un usage parcimonieux de l'instrument. Il semble que tout le monde puisse jouer cette œuvre, car elle semble simple. En revanche, la performance est difficile car il faut être patient. Apparemment, rien ne se passe dans l'œuvre, mais après avoir écouté plusieurs fois, on remarque que cela semble être le cas. De très petits thèmes vont et viennent, s'en vont et reviennent...

## Enregistrements
- 1989 Marianne Schroeder, HatHut
- 1995 Aki Takahashi, Mode
- 1999 Daniel N. Seel, HatHut
- 1999 Markus Hinterhäuser, Col Legno
- 2006 Sabine Liebner, Oehms
- 2013 Aleck Karis, Bridge
- 2014 Steven Osborne, Hyperion
- 2020 Igor Levit, Sony